# 서울우리소리박물관
서울우리소리박물관은 한국 민요의 수집, 정리, 연구, 보존을 위하여 설립된 공립 박물관으로, 서울특별시 종로구 와룡동에 위치한다. 건물은 지상 1층과 지하 2층의 규모로, 한반도의 904개 마을에서 수집한 민요를 감상할 수 있다. 원래 주유소가 있던 곳으로, 돈화문로를 사이에 두고 서울돈화문국악당이 있어 국악 문화를 향유할 수 있는 거점으로 기능하고 있다.

## 연혁
- 2008년~2009년: ‘돈화문 지역 전통문화 보존 육성 계획’ 수립[4]
- 2018년 1월: 착공[5]
- 2019년 11월 21일: 개관[6]